# Йойстейн II
Йойстейн II Харалдсон (на норвежки: Øystein II Haraldsson), е крал на Норвегия от 1142 до смъртта си през 1157 г.

## Биография
Той е незаконен син на Харалд IV Гиле, роден по всяка вероятност в Шотландия.
Неговото име се появява за първи път в сагите през 1142 г., когато норвежки благородници го молят да се върне в Норвегия, за да ги управлява. Той пристига заедно с майка си и е признат за конунг наравно с полубратята си Инге I Крокрюг и Сигурд II Мун. Мирното съвместно управление между тях продължава докато били живи техните съветници и наставници, но при навършването на пълнолетието им отношенията между тях се изострят. През 1155 г. в Берген Сигурд II е убит по заповед на Инге Крокрюг, а между двамата останали конунги – Инге и Йойстейн се сключва примирие. То продължава само до 1157 г., когато на източното крайбрежие на Норвегия се стига до сблъсък между двете войски, тази на Йойстейн поради по-малката си численост претърпява поражение, а на него самият му се наложило да бяга и да се укрива, но бива предаден от собствените си хора, заловен и убит.
След гибелта на Йойстейн неговите поддръжници се обединяват около племенника му Хокон II Хедебрей, сина на Сигурд II Мун, и продължават военните действия срещу Инге Крокрюг.

## Викингска експедиция
Йойстейн предприема между 1151 и 1153 г. един викингски поход по бреговете на Шотландия и Англия, който се счита за последната експедиция от времената на викингите.

## Брак
Йойстейн се женен за Рагне Николасдотир, дъщеря на норвежки феодал. Той има и незаконороден син Йойстейн Мейла, провъзгласен за конунг през 1176 г., но убит година по-късно.